# Walter Grimshaw
Walter Grimshaw (Dewsbury, 12 marzo 1832 – Whitby, 27 dicembre 1890) è stato un compositore di scacchi britannico.
È considerato l'anello di congiunzione tra la vecchia e la nuova scuola problemistica. Vinse il primo torneo di composizione bandito in Inghilterra e riservato agli inglesi (Londra, 1854). Molti suoi problemi furono pubblicati da Howard Staunton sulle riviste Illustrated London News e Home Circle.
Era anche un forte giocatore a tavolino, vinse l'unica partita giocata con Steinitz.

## Il tema Grimshaw
Walter Grimshaw è noto per un tema problemistico che porta il suo nome, l'interferenza Grimshaw: nel due mosse due pezzi dello stesso colore ma di azione diversa (normalmente la torre e l'alfiere) interferiscono reciprocamente, permettendo la realizzazione del matto; nei problemi logici in tre mosse il Grimshaw consiste in una interferenza (non necessariamente reciproca) preceduta da una mossa critica.
Il problema a sinistra è quello che ha dato origine alla denominazione "interferenza Grimshaw".
|   | a | b | c | d | e | f | g | h |   |
| 8 | e8 torre del nero · g8 torre del nero · a6 alfiere del bianco · d6 cavallo del bianco · b5 pedone del bianco · d5 re del nero · g5 cavallo del nero · b4 re del bianco · e4 pedone del nero · f4 pedone del bianco · g4 alfiere del nero · c3 donna del bianco · f3 pedone del nero · h3 cavallo del nero · c2 pedone del bianco | e8 torre del nero · g8 torre del nero · a6 alfiere del bianco · d6 cavallo del bianco · b5 pedone del bianco · d5 re del nero · g5 cavallo del nero · b4 re del bianco · e4 pedone del nero · f4 pedone del bianco · g4 alfiere del nero · c3 donna del bianco · f3 pedone del nero · h3 cavallo del nero · c2 pedone del bianco | e8 torre del nero · g8 torre del nero · a6 alfiere del bianco · d6 cavallo del bianco · b5 pedone del bianco · d5 re del nero · g5 cavallo del nero · b4 re del bianco · e4 pedone del nero · f4 pedone del bianco · g4 alfiere del nero · c3 donna del bianco · f3 pedone del nero · h3 cavallo del nero · c2 pedone del bianco | e8 torre del nero · g8 torre del nero · a6 alfiere del bianco · d6 cavallo del bianco · b5 pedone del bianco · d5 re del nero · g5 cavallo del nero · b4 re del bianco · e4 pedone del nero · f4 pedone del bianco · g4 alfiere del nero · c3 donna del bianco · f3 pedone del nero · h3 cavallo del nero · c2 pedone del bianco | e8 torre del nero · g8 torre del nero · a6 alfiere del bianco · d6 cavallo del bianco · b5 pedone del bianco · d5 re del nero · g5 cavallo del nero · b4 re del bianco · e4 pedone del nero · f4 pedone del bianco · g4 alfiere del nero · c3 donna del bianco · f3 pedone del nero · h3 cavallo del nero · c2 pedone del bianco | e8 torre del nero · g8 torre del nero · a6 alfiere del bianco · d6 cavallo del bianco · b5 pedone del bianco · d5 re del nero · g5 cavallo del nero · b4 re del bianco · e4 pedone del nero · f4 pedone del bianco · g4 alfiere del nero · c3 donna del bianco · f3 pedone del nero · h3 cavallo del nero · c2 pedone del bianco | e8 torre del nero · g8 torre del nero · a6 alfiere del bianco · d6 cavallo del bianco · b5 pedone del bianco · d5 re del nero · g5 cavallo del nero · b4 re del bianco · e4 pedone del nero · f4 pedone del bianco · g4 alfiere del nero · c3 donna del bianco · f3 pedone del nero · h3 cavallo del nero · c2 pedone del bianco | e8 torre del nero · g8 torre del nero · a6 alfiere del bianco · d6 cavallo del bianco · b5 pedone del bianco · d5 re del nero · g5 cavallo del nero · b4 re del bianco · e4 pedone del nero · f4 pedone del bianco · g4 alfiere del nero · c3 donna del bianco · f3 pedone del nero · h3 cavallo del nero · c2 pedone del bianco | 8 |
| 7 | e8 torre del nero · g8 torre del nero · a6 alfiere del bianco · d6 cavallo del bianco · b5 pedone del bianco · d5 re del nero · g5 cavallo del nero · b4 re del bianco · e4 pedone del nero · f4 pedone del bianco · g4 alfiere del nero · c3 donna del bianco · f3 pedone del nero · h3 cavallo del nero · c2 pedone del bianco | e8 torre del nero · g8 torre del nero · a6 alfiere del bianco · d6 cavallo del bianco · b5 pedone del bianco · d5 re del nero · g5 cavallo del nero · b4 re del bianco · e4 pedone del nero · f4 pedone del bianco · g4 alfiere del nero · c3 donna del bianco · f3 pedone del nero · h3 cavallo del nero · c2 pedone del bianco | e8 torre del nero · g8 torre del nero · a6 alfiere del bianco · d6 cavallo del bianco · b5 pedone del bianco · d5 re del nero · g5 cavallo del nero · b4 re del bianco · e4 pedone del nero · f4 pedone del bianco · g4 alfiere del nero · c3 donna del bianco · f3 pedone del nero · h3 cavallo del nero · c2 pedone del bianco | e8 torre del nero · g8 torre del nero · a6 alfiere del bianco · d6 cavallo del bianco · b5 pedone del bianco · d5 re del nero · g5 cavallo del nero · b4 re del bianco · e4 pedone del nero · f4 pedone del bianco · g4 alfiere del nero · c3 donna del bianco · f3 pedone del nero · h3 cavallo del nero · c2 pedone del bianco | e8 torre del nero · g8 torre del nero · a6 alfiere del bianco · d6 cavallo del bianco · b5 pedone del bianco · d5 re del nero · g5 cavallo del nero · b4 re del bianco · e4 pedone del nero · f4 pedone del bianco · g4 alfiere del nero · c3 donna del bianco · f3 pedone del nero · h3 cavallo del nero · c2 pedone del bianco | e8 torre del nero · g8 torre del nero · a6 alfiere del bianco · d6 cavallo del bianco · b5 pedone del bianco · d5 re del nero · g5 cavallo del nero · b4 re del bianco · e4 pedone del nero · f4 pedone del bianco · g4 alfiere del nero · c3 donna del bianco · f3 pedone del nero · h3 cavallo del nero · c2 pedone del bianco | e8 torre del nero · g8 torre del nero · a6 alfiere del bianco · d6 cavallo del bianco · b5 pedone del bianco · d5 re del nero · g5 cavallo del nero · b4 re del bianco · e4 pedone del nero · f4 pedone del bianco · g4 alfiere del nero · c3 donna del bianco · f3 pedone del nero · h3 cavallo del nero · c2 pedone del bianco | e8 torre del nero · g8 torre del nero · a6 alfiere del bianco · d6 cavallo del bianco · b5 pedone del bianco · d5 re del nero · g5 cavallo del nero · b4 re del bianco · e4 pedone del nero · f4 pedone del bianco · g4 alfiere del nero · c3 donna del bianco · f3 pedone del nero · h3 cavallo del nero · c2 pedone del bianco | 7 |
| 6 | e8 torre del nero · g8 torre del nero · a6 alfiere del bianco · d6 cavallo del bianco · b5 pedone del bianco · d5 re del nero · g5 cavallo del nero · b4 re del bianco · e4 pedone del nero · f4 pedone del bianco · g4 alfiere del nero · c3 donna del bianco · f3 pedone del nero · h3 cavallo del nero · c2 pedone del bianco | e8 torre del nero · g8 torre del nero · a6 alfiere del bianco · d6 cavallo del bianco · b5 pedone del bianco · d5 re del nero · g5 cavallo del nero · b4 re del bianco · e4 pedone del nero · f4 pedone del bianco · g4 alfiere del nero · c3 donna del bianco · f3 pedone del nero · h3 cavallo del nero · c2 pedone del bianco | e8 torre del nero · g8 torre del nero · a6 alfiere del bianco · d6 cavallo del bianco · b5 pedone del bianco · d5 re del nero · g5 cavallo del nero · b4 re del bianco · e4 pedone del nero · f4 pedone del bianco · g4 alfiere del nero · c3 donna del bianco · f3 pedone del nero · h3 cavallo del nero · c2 pedone del bianco | e8 torre del nero · g8 torre del nero · a6 alfiere del bianco · d6 cavallo del bianco · b5 pedone del bianco · d5 re del nero · g5 cavallo del nero · b4 re del bianco · e4 pedone del nero · f4 pedone del bianco · g4 alfiere del nero · c3 donna del bianco · f3 pedone del nero · h3 cavallo del nero · c2 pedone del bianco | e8 torre del nero · g8 torre del nero · a6 alfiere del bianco · d6 cavallo del bianco · b5 pedone del bianco · d5 re del nero · g5 cavallo del nero · b4 re del bianco · e4 pedone del nero · f4 pedone del bianco · g4 alfiere del nero · c3 donna del bianco · f3 pedone del nero · h3 cavallo del nero · c2 pedone del bianco | e8 torre del nero · g8 torre del nero · a6 alfiere del bianco · d6 cavallo del bianco · b5 pedone del bianco · d5 re del nero · g5 cavallo del nero · b4 re del bianco · e4 pedone del nero · f4 pedone del bianco · g4 alfiere del nero · c3 donna del bianco · f3 pedone del nero · h3 cavallo del nero · c2 pedone del bianco | e8 torre del nero · g8 torre del nero · a6 alfiere del bianco · d6 cavallo del bianco · b5 pedone del bianco · d5 re del nero · g5 cavallo del nero · b4 re del bianco · e4 pedone del nero · f4 pedone del bianco · g4 alfiere del nero · c3 donna del bianco · f3 pedone del nero · h3 cavallo del nero · c2 pedone del bianco | e8 torre del nero · g8 torre del nero · a6 alfiere del bianco · d6 cavallo del bianco · b5 pedone del bianco · d5 re del nero · g5 cavallo del nero · b4 re del bianco · e4 pedone del nero · f4 pedone del bianco · g4 alfiere del nero · c3 donna del bianco · f3 pedone del nero · h3 cavallo del nero · c2 pedone del bianco | 6 |
| 5 | e8 torre del nero · g8 torre del nero · a6 alfiere del bianco · d6 cavallo del bianco · b5 pedone del bianco · d5 re del nero · g5 cavallo del nero · b4 re del bianco · e4 pedone del nero · f4 pedone del bianco · g4 alfiere del nero · c3 donna del bianco · f3 pedone del nero · h3 cavallo del nero · c2 pedone del bianco | e8 torre del nero · g8 torre del nero · a6 alfiere del bianco · d6 cavallo del bianco · b5 pedone del bianco · d5 re del nero · g5 cavallo del nero · b4 re del bianco · e4 pedone del nero · f4 pedone del bianco · g4 alfiere del nero · c3 donna del bianco · f3 pedone del nero · h3 cavallo del nero · c2 pedone del bianco | e8 torre del nero · g8 torre del nero · a6 alfiere del bianco · d6 cavallo del bianco · b5 pedone del bianco · d5 re del nero · g5 cavallo del nero · b4 re del bianco · e4 pedone del nero · f4 pedone del bianco · g4 alfiere del nero · c3 donna del bianco · f3 pedone del nero · h3 cavallo del nero · c2 pedone del bianco | e8 torre del nero · g8 torre del nero · a6 alfiere del bianco · d6 cavallo del bianco · b5 pedone del bianco · d5 re del nero · g5 cavallo del nero · b4 re del bianco · e4 pedone del nero · f4 pedone del bianco · g4 alfiere del nero · c3 donna del bianco · f3 pedone del nero · h3 cavallo del nero · c2 pedone del bianco | e8 torre del nero · g8 torre del nero · a6 alfiere del bianco · d6 cavallo del bianco · b5 pedone del bianco · d5 re del nero · g5 cavallo del nero · b4 re del bianco · e4 pedone del nero · f4 pedone del bianco · g4 alfiere del nero · c3 donna del bianco · f3 pedone del nero · h3 cavallo del nero · c2 pedone del bianco | e8 torre del nero · g8 torre del nero · a6 alfiere del bianco · d6 cavallo del bianco · b5 pedone del bianco · d5 re del nero · g5 cavallo del nero · b4 re del bianco · e4 pedone del nero · f4 pedone del bianco · g4 alfiere del nero · c3 donna del bianco · f3 pedone del nero · h3 cavallo del nero · c2 pedone del bianco | e8 torre del nero · g8 torre del nero · a6 alfiere del bianco · d6 cavallo del bianco · b5 pedone del bianco · d5 re del nero · g5 cavallo del nero · b4 re del bianco · e4 pedone del nero · f4 pedone del bianco · g4 alfiere del nero · c3 donna del bianco · f3 pedone del nero · h3 cavallo del nero · c2 pedone del bianco | e8 torre del nero · g8 torre del nero · a6 alfiere del bianco · d6 cavallo del bianco · b5 pedone del bianco · d5 re del nero · g5 cavallo del nero · b4 re del bianco · e4 pedone del nero · f4 pedone del bianco · g4 alfiere del nero · c3 donna del bianco · f3 pedone del nero · h3 cavallo del nero · c2 pedone del bianco | 5 |
| 4 | e8 torre del nero · g8 torre del nero · a6 alfiere del bianco · d6 cavallo del bianco · b5 pedone del bianco · d5 re del nero · g5 cavallo del nero · b4 re del bianco · e4 pedone del nero · f4 pedone del bianco · g4 alfiere del nero · c3 donna del bianco · f3 pedone del nero · h3 cavallo del nero · c2 pedone del bianco | e8 torre del nero · g8 torre del nero · a6 alfiere del bianco · d6 cavallo del bianco · b5 pedone del bianco · d5 re del nero · g5 cavallo del nero · b4 re del bianco · e4 pedone del nero · f4 pedone del bianco · g4 alfiere del nero · c3 donna del bianco · f3 pedone del nero · h3 cavallo del nero · c2 pedone del bianco | e8 torre del nero · g8 torre del nero · a6 alfiere del bianco · d6 cavallo del bianco · b5 pedone del bianco · d5 re del nero · g5 cavallo del nero · b4 re del bianco · e4 pedone del nero · f4 pedone del bianco · g4 alfiere del nero · c3 donna del bianco · f3 pedone del nero · h3 cavallo del nero · c2 pedone del bianco | e8 torre del nero · g8 torre del nero · a6 alfiere del bianco · d6 cavallo del bianco · b5 pedone del bianco · d5 re del nero · g5 cavallo del nero · b4 re del bianco · e4 pedone del nero · f4 pedone del bianco · g4 alfiere del nero · c3 donna del bianco · f3 pedone del nero · h3 cavallo del nero · c2 pedone del bianco | e8 torre del nero · g8 torre del nero · a6 alfiere del bianco · d6 cavallo del bianco · b5 pedone del bianco · d5 re del nero · g5 cavallo del nero · b4 re del bianco · e4 pedone del nero · f4 pedone del bianco · g4 alfiere del nero · c3 donna del bianco · f3 pedone del nero · h3 cavallo del nero · c2 pedone del bianco | e8 torre del nero · g8 torre del nero · a6 alfiere del bianco · d6 cavallo del bianco · b5 pedone del bianco · d5 re del nero · g5 cavallo del nero · b4 re del bianco · e4 pedone del nero · f4 pedone del bianco · g4 alfiere del nero · c3 donna del bianco · f3 pedone del nero · h3 cavallo del nero · c2 pedone del bianco | e8 torre del nero · g8 torre del nero · a6 alfiere del bianco · d6 cavallo del bianco · b5 pedone del bianco · d5 re del nero · g5 cavallo del nero · b4 re del bianco · e4 pedone del nero · f4 pedone del bianco · g4 alfiere del nero · c3 donna del bianco · f3 pedone del nero · h3 cavallo del nero · c2 pedone del bianco | e8 torre del nero · g8 torre del nero · a6 alfiere del bianco · d6 cavallo del bianco · b5 pedone del bianco · d5 re del nero · g5 cavallo del nero · b4 re del bianco · e4 pedone del nero · f4 pedone del bianco · g4 alfiere del nero · c3 donna del bianco · f3 pedone del nero · h3 cavallo del nero · c2 pedone del bianco | 4 |
| 3 | e8 torre del nero · g8 torre del nero · a6 alfiere del bianco · d6 cavallo del bianco · b5 pedone del bianco · d5 re del nero · g5 cavallo del nero · b4 re del bianco · e4 pedone del nero · f4 pedone del bianco · g4 alfiere del nero · c3 donna del bianco · f3 pedone del nero · h3 cavallo del nero · c2 pedone del bianco | e8 torre del nero · g8 torre del nero · a6 alfiere del bianco · d6 cavallo del bianco · b5 pedone del bianco · d5 re del nero · g5 cavallo del nero · b4 re del bianco · e4 pedone del nero · f4 pedone del bianco · g4 alfiere del nero · c3 donna del bianco · f3 pedone del nero · h3 cavallo del nero · c2 pedone del bianco | e8 torre del nero · g8 torre del nero · a6 alfiere del bianco · d6 cavallo del bianco · b5 pedone del bianco · d5 re del nero · g5 cavallo del nero · b4 re del bianco · e4 pedone del nero · f4 pedone del bianco · g4 alfiere del nero · c3 donna del bianco · f3 pedone del nero · h3 cavallo del nero · c2 pedone del bianco | e8 torre del nero · g8 torre del nero · a6 alfiere del bianco · d6 cavallo del bianco · b5 pedone del bianco · d5 re del nero · g5 cavallo del nero · b4 re del bianco · e4 pedone del nero · f4 pedone del bianco · g4 alfiere del nero · c3 donna del bianco · f3 pedone del nero · h3 cavallo del nero · c2 pedone del bianco | e8 torre del nero · g8 torre del nero · a6 alfiere del bianco · d6 cavallo del bianco · b5 pedone del bianco · d5 re del nero · g5 cavallo del nero · b4 re del bianco · e4 pedone del nero · f4 pedone del bianco · g4 alfiere del nero · c3 donna del bianco · f3 pedone del nero · h3 cavallo del nero · c2 pedone del bianco | e8 torre del nero · g8 torre del nero · a6 alfiere del bianco · d6 cavallo del bianco · b5 pedone del bianco · d5 re del nero · g5 cavallo del nero · b4 re del bianco · e4 pedone del nero · f4 pedone del bianco · g4 alfiere del nero · c3 donna del bianco · f3 pedone del nero · h3 cavallo del nero · c2 pedone del bianco | e8 torre del nero · g8 torre del nero · a6 alfiere del bianco · d6 cavallo del bianco · b5 pedone del bianco · d5 re del nero · g5 cavallo del nero · b4 re del bianco · e4 pedone del nero · f4 pedone del bianco · g4 alfiere del nero · c3 donna del bianco · f3 pedone del nero · h3 cavallo del nero · c2 pedone del bianco | e8 torre del nero · g8 torre del nero · a6 alfiere del bianco · d6 cavallo del bianco · b5 pedone del bianco · d5 re del nero · g5 cavallo del nero · b4 re del bianco · e4 pedone del nero · f4 pedone del bianco · g4 alfiere del nero · c3 donna del bianco · f3 pedone del nero · h3 cavallo del nero · c2 pedone del bianco | 3 |
| 2 | e8 torre del nero · g8 torre del nero · a6 alfiere del bianco · d6 cavallo del bianco · b5 pedone del bianco · d5 re del nero · g5 cavallo del nero · b4 re del bianco · e4 pedone del nero · f4 pedone del bianco · g4 alfiere del nero · c3 donna del bianco · f3 pedone del nero · h3 cavallo del nero · c2 pedone del bianco | e8 torre del nero · g8 torre del nero · a6 alfiere del bianco · d6 cavallo del bianco · b5 pedone del bianco · d5 re del nero · g5 cavallo del nero · b4 re del bianco · e4 pedone del nero · f4 pedone del bianco · g4 alfiere del nero · c3 donna del bianco · f3 pedone del nero · h3 cavallo del nero · c2 pedone del bianco | e8 torre del nero · g8 torre del nero · a6 alfiere del bianco · d6 cavallo del bianco · b5 pedone del bianco · d5 re del nero · g5 cavallo del nero · b4 re del bianco · e4 pedone del nero · f4 pedone del bianco · g4 alfiere del nero · c3 donna del bianco · f3 pedone del nero · h3 cavallo del nero · c2 pedone del bianco | e8 torre del nero · g8 torre del nero · a6 alfiere del bianco · d6 cavallo del bianco · b5 pedone del bianco · d5 re del nero · g5 cavallo del nero · b4 re del bianco · e4 pedone del nero · f4 pedone del bianco · g4 alfiere del nero · c3 donna del bianco · f3 pedone del nero · h3 cavallo del nero · c2 pedone del bianco | e8 torre del nero · g8 torre del nero · a6 alfiere del bianco · d6 cavallo del bianco · b5 pedone del bianco · d5 re del nero · g5 cavallo del nero · b4 re del bianco · e4 pedone del nero · f4 pedone del bianco · g4 alfiere del nero · c3 donna del bianco · f3 pedone del nero · h3 cavallo del nero · c2 pedone del bianco | e8 torre del nero · g8 torre del nero · a6 alfiere del bianco · d6 cavallo del bianco · b5 pedone del bianco · d5 re del nero · g5 cavallo del nero · b4 re del bianco · e4 pedone del nero · f4 pedone del bianco · g4 alfiere del nero · c3 donna del bianco · f3 pedone del nero · h3 cavallo del nero · c2 pedone del bianco | e8 torre del nero · g8 torre del nero · a6 alfiere del bianco · d6 cavallo del bianco · b5 pedone del bianco · d5 re del nero · g5 cavallo del nero · b4 re del bianco · e4 pedone del nero · f4 pedone del bianco · g4 alfiere del nero · c3 donna del bianco · f3 pedone del nero · h3 cavallo del nero · c2 pedone del bianco | e8 torre del nero · g8 torre del nero · a6 alfiere del bianco · d6 cavallo del bianco · b5 pedone del bianco · d5 re del nero · g5 cavallo del nero · b4 re del bianco · e4 pedone del nero · f4 pedone del bianco · g4 alfiere del nero · c3 donna del bianco · f3 pedone del nero · h3 cavallo del nero · c2 pedone del bianco | 2 |
| 1 | e8 torre del nero · g8 torre del nero · a6 alfiere del bianco · d6 cavallo del bianco · b5 pedone del bianco · d5 re del nero · g5 cavallo del nero · b4 re del bianco · e4 pedone del nero · f4 pedone del bianco · g4 alfiere del nero · c3 donna del bianco · f3 pedone del nero · h3 cavallo del nero · c2 pedone del bianco | e8 torre del nero · g8 torre del nero · a6 alfiere del bianco · d6 cavallo del bianco · b5 pedone del bianco · d5 re del nero · g5 cavallo del nero · b4 re del bianco · e4 pedone del nero · f4 pedone del bianco · g4 alfiere del nero · c3 donna del bianco · f3 pedone del nero · h3 cavallo del nero · c2 pedone del bianco | e8 torre del nero · g8 torre del nero · a6 alfiere del bianco · d6 cavallo del bianco · b5 pedone del bianco · d5 re del nero · g5 cavallo del nero · b4 re del bianco · e4 pedone del nero · f4 pedone del bianco · g4 alfiere del nero · c3 donna del bianco · f3 pedone del nero · h3 cavallo del nero · c2 pedone del bianco | e8 torre del nero · g8 torre del nero · a6 alfiere del bianco · d6 cavallo del bianco · b5 pedone del bianco · d5 re del nero · g5 cavallo del nero · b4 re del bianco · e4 pedone del nero · f4 pedone del bianco · g4 alfiere del nero · c3 donna del bianco · f3 pedone del nero · h3 cavallo del nero · c2 pedone del bianco | e8 torre del nero · g8 torre del nero · a6 alfiere del bianco · d6 cavallo del bianco · b5 pedone del bianco · d5 re del nero · g5 cavallo del nero · b4 re del bianco · e4 pedone del nero · f4 pedone del bianco · g4 alfiere del nero · c3 donna del bianco · f3 pedone del nero · h3 cavallo del nero · c2 pedone del bianco | e8 torre del nero · g8 torre del nero · a6 alfiere del bianco · d6 cavallo del bianco · b5 pedone del bianco · d5 re del nero · g5 cavallo del nero · b4 re del bianco · e4 pedone del nero · f4 pedone del bianco · g4 alfiere del nero · c3 donna del bianco · f3 pedone del nero · h3 cavallo del nero · c2 pedone del bianco | e8 torre del nero · g8 torre del nero · a6 alfiere del bianco · d6 cavallo del bianco · b5 pedone del bianco · d5 re del nero · g5 cavallo del nero · b4 re del bianco · e4 pedone del nero · f4 pedone del bianco · g4 alfiere del nero · c3 donna del bianco · f3 pedone del nero · h3 cavallo del nero · c2 pedone del bianco | e8 torre del nero · g8 torre del nero · a6 alfiere del bianco · d6 cavallo del bianco · b5 pedone del bianco · d5 re del nero · g5 cavallo del nero · b4 re del bianco · e4 pedone del nero · f4 pedone del bianco · g4 alfiere del nero · c3 donna del bianco · f3 pedone del nero · h3 cavallo del nero · c2 pedone del bianco | 1 |
|   | a | b | c | d | e | f | g | h |   |

Soluzione:
1. Ac8!  (minaccia 2.Dc5# e 2.Dd2# )

1... Cf2/Cxf4/e3 2. Dc5#

1... Axc8 2. Df6 Ce6 3. De5#

2...Te6 3. Dd4+ Rxd4 4. Cf5+ Rd5 5. c4#
1... Ad7 2. Dc5+ Re6 3. De5#

|   | a | b | c | d | e | f | g | h |   |
| 8 | b7 cavallo del nero · g7 re del bianco · a6 donna del nero · b6 pedone del nero · c6 alfiere del bianco · h6 pedone del nero · d5 torre del bianco · h5 pedone del bianco · e4 re del nero · f4 pedone del nero · h4 cavallo del bianco · c3 pedone del nero · h3 pedone del bianco · c2 pedone del bianco · e2 pedone del nero · f2 pedone del bianco · g1 torre del bianco | b7 cavallo del nero · g7 re del bianco · a6 donna del nero · b6 pedone del nero · c6 alfiere del bianco · h6 pedone del nero · d5 torre del bianco · h5 pedone del bianco · e4 re del nero · f4 pedone del nero · h4 cavallo del bianco · c3 pedone del nero · h3 pedone del bianco · c2 pedone del bianco · e2 pedone del nero · f2 pedone del bianco · g1 torre del bianco | b7 cavallo del nero · g7 re del bianco · a6 donna del nero · b6 pedone del nero · c6 alfiere del bianco · h6 pedone del nero · d5 torre del bianco · h5 pedone del bianco · e4 re del nero · f4 pedone del nero · h4 cavallo del bianco · c3 pedone del nero · h3 pedone del bianco · c2 pedone del bianco · e2 pedone del nero · f2 pedone del bianco · g1 torre del bianco | b7 cavallo del nero · g7 re del bianco · a6 donna del nero · b6 pedone del nero · c6 alfiere del bianco · h6 pedone del nero · d5 torre del bianco · h5 pedone del bianco · e4 re del nero · f4 pedone del nero · h4 cavallo del bianco · c3 pedone del nero · h3 pedone del bianco · c2 pedone del bianco · e2 pedone del nero · f2 pedone del bianco · g1 torre del bianco | b7 cavallo del nero · g7 re del bianco · a6 donna del nero · b6 pedone del nero · c6 alfiere del bianco · h6 pedone del nero · d5 torre del bianco · h5 pedone del bianco · e4 re del nero · f4 pedone del nero · h4 cavallo del bianco · c3 pedone del nero · h3 pedone del bianco · c2 pedone del bianco · e2 pedone del nero · f2 pedone del bianco · g1 torre del bianco | b7 cavallo del nero · g7 re del bianco · a6 donna del nero · b6 pedone del nero · c6 alfiere del bianco · h6 pedone del nero · d5 torre del bianco · h5 pedone del bianco · e4 re del nero · f4 pedone del nero · h4 cavallo del bianco · c3 pedone del nero · h3 pedone del bianco · c2 pedone del bianco · e2 pedone del nero · f2 pedone del bianco · g1 torre del bianco | b7 cavallo del nero · g7 re del bianco · a6 donna del nero · b6 pedone del nero · c6 alfiere del bianco · h6 pedone del nero · d5 torre del bianco · h5 pedone del bianco · e4 re del nero · f4 pedone del nero · h4 cavallo del bianco · c3 pedone del nero · h3 pedone del bianco · c2 pedone del bianco · e2 pedone del nero · f2 pedone del bianco · g1 torre del bianco | b7 cavallo del nero · g7 re del bianco · a6 donna del nero · b6 pedone del nero · c6 alfiere del bianco · h6 pedone del nero · d5 torre del bianco · h5 pedone del bianco · e4 re del nero · f4 pedone del nero · h4 cavallo del bianco · c3 pedone del nero · h3 pedone del bianco · c2 pedone del bianco · e2 pedone del nero · f2 pedone del bianco · g1 torre del bianco | 8 |
| 7 | b7 cavallo del nero · g7 re del bianco · a6 donna del nero · b6 pedone del nero · c6 alfiere del bianco · h6 pedone del nero · d5 torre del bianco · h5 pedone del bianco · e4 re del nero · f4 pedone del nero · h4 cavallo del bianco · c3 pedone del nero · h3 pedone del bianco · c2 pedone del bianco · e2 pedone del nero · f2 pedone del bianco · g1 torre del bianco | b7 cavallo del nero · g7 re del bianco · a6 donna del nero · b6 pedone del nero · c6 alfiere del bianco · h6 pedone del nero · d5 torre del bianco · h5 pedone del bianco · e4 re del nero · f4 pedone del nero · h4 cavallo del bianco · c3 pedone del nero · h3 pedone del bianco · c2 pedone del bianco · e2 pedone del nero · f2 pedone del bianco · g1 torre del bianco | b7 cavallo del nero · g7 re del bianco · a6 donna del nero · b6 pedone del nero · c6 alfiere del bianco · h6 pedone del nero · d5 torre del bianco · h5 pedone del bianco · e4 re del nero · f4 pedone del nero · h4 cavallo del bianco · c3 pedone del nero · h3 pedone del bianco · c2 pedone del bianco · e2 pedone del nero · f2 pedone del bianco · g1 torre del bianco | b7 cavallo del nero · g7 re del bianco · a6 donna del nero · b6 pedone del nero · c6 alfiere del bianco · h6 pedone del nero · d5 torre del bianco · h5 pedone del bianco · e4 re del nero · f4 pedone del nero · h4 cavallo del bianco · c3 pedone del nero · h3 pedone del bianco · c2 pedone del bianco · e2 pedone del nero · f2 pedone del bianco · g1 torre del bianco | b7 cavallo del nero · g7 re del bianco · a6 donna del nero · b6 pedone del nero · c6 alfiere del bianco · h6 pedone del nero · d5 torre del bianco · h5 pedone del bianco · e4 re del nero · f4 pedone del nero · h4 cavallo del bianco · c3 pedone del nero · h3 pedone del bianco · c2 pedone del bianco · e2 pedone del nero · f2 pedone del bianco · g1 torre del bianco | b7 cavallo del nero · g7 re del bianco · a6 donna del nero · b6 pedone del nero · c6 alfiere del bianco · h6 pedone del nero · d5 torre del bianco · h5 pedone del bianco · e4 re del nero · f4 pedone del nero · h4 cavallo del bianco · c3 pedone del nero · h3 pedone del bianco · c2 pedone del bianco · e2 pedone del nero · f2 pedone del bianco · g1 torre del bianco | b7 cavallo del nero · g7 re del bianco · a6 donna del nero · b6 pedone del nero · c6 alfiere del bianco · h6 pedone del nero · d5 torre del bianco · h5 pedone del bianco · e4 re del nero · f4 pedone del nero · h4 cavallo del bianco · c3 pedone del nero · h3 pedone del bianco · c2 pedone del bianco · e2 pedone del nero · f2 pedone del bianco · g1 torre del bianco | b7 cavallo del nero · g7 re del bianco · a6 donna del nero · b6 pedone del nero · c6 alfiere del bianco · h6 pedone del nero · d5 torre del bianco · h5 pedone del bianco · e4 re del nero · f4 pedone del nero · h4 cavallo del bianco · c3 pedone del nero · h3 pedone del bianco · c2 pedone del bianco · e2 pedone del nero · f2 pedone del bianco · g1 torre del bianco | 7 |
| 6 | b7 cavallo del nero · g7 re del bianco · a6 donna del nero · b6 pedone del nero · c6 alfiere del bianco · h6 pedone del nero · d5 torre del bianco · h5 pedone del bianco · e4 re del nero · f4 pedone del nero · h4 cavallo del bianco · c3 pedone del nero · h3 pedone del bianco · c2 pedone del bianco · e2 pedone del nero · f2 pedone del bianco · g1 torre del bianco | b7 cavallo del nero · g7 re del bianco · a6 donna del nero · b6 pedone del nero · c6 alfiere del bianco · h6 pedone del nero · d5 torre del bianco · h5 pedone del bianco · e4 re del nero · f4 pedone del nero · h4 cavallo del bianco · c3 pedone del nero · h3 pedone del bianco · c2 pedone del bianco · e2 pedone del nero · f2 pedone del bianco · g1 torre del bianco | b7 cavallo del nero · g7 re del bianco · a6 donna del nero · b6 pedone del nero · c6 alfiere del bianco · h6 pedone del nero · d5 torre del bianco · h5 pedone del bianco · e4 re del nero · f4 pedone del nero · h4 cavallo del bianco · c3 pedone del nero · h3 pedone del bianco · c2 pedone del bianco · e2 pedone del nero · f2 pedone del bianco · g1 torre del bianco | b7 cavallo del nero · g7 re del bianco · a6 donna del nero · b6 pedone del nero · c6 alfiere del bianco · h6 pedone del nero · d5 torre del bianco · h5 pedone del bianco · e4 re del nero · f4 pedone del nero · h4 cavallo del bianco · c3 pedone del nero · h3 pedone del bianco · c2 pedone del bianco · e2 pedone del nero · f2 pedone del bianco · g1 torre del bianco | b7 cavallo del nero · g7 re del bianco · a6 donna del nero · b6 pedone del nero · c6 alfiere del bianco · h6 pedone del nero · d5 torre del bianco · h5 pedone del bianco · e4 re del nero · f4 pedone del nero · h4 cavallo del bianco · c3 pedone del nero · h3 pedone del bianco · c2 pedone del bianco · e2 pedone del nero · f2 pedone del bianco · g1 torre del bianco | b7 cavallo del nero · g7 re del bianco · a6 donna del nero · b6 pedone del nero · c6 alfiere del bianco · h6 pedone del nero · d5 torre del bianco · h5 pedone del bianco · e4 re del nero · f4 pedone del nero · h4 cavallo del bianco · c3 pedone del nero · h3 pedone del bianco · c2 pedone del bianco · e2 pedone del nero · f2 pedone del bianco · g1 torre del bianco | b7 cavallo del nero · g7 re del bianco · a6 donna del nero · b6 pedone del nero · c6 alfiere del bianco · h6 pedone del nero · d5 torre del bianco · h5 pedone del bianco · e4 re del nero · f4 pedone del nero · h4 cavallo del bianco · c3 pedone del nero · h3 pedone del bianco · c2 pedone del bianco · e2 pedone del nero · f2 pedone del bianco · g1 torre del bianco | b7 cavallo del nero · g7 re del bianco · a6 donna del nero · b6 pedone del nero · c6 alfiere del bianco · h6 pedone del nero · d5 torre del bianco · h5 pedone del bianco · e4 re del nero · f4 pedone del nero · h4 cavallo del bianco · c3 pedone del nero · h3 pedone del bianco · c2 pedone del bianco · e2 pedone del nero · f2 pedone del bianco · g1 torre del bianco | 6 |
| 5 | b7 cavallo del nero · g7 re del bianco · a6 donna del nero · b6 pedone del nero · c6 alfiere del bianco · h6 pedone del nero · d5 torre del bianco · h5 pedone del bianco · e4 re del nero · f4 pedone del nero · h4 cavallo del bianco · c3 pedone del nero · h3 pedone del bianco · c2 pedone del bianco · e2 pedone del nero · f2 pedone del bianco · g1 torre del bianco | b7 cavallo del nero · g7 re del bianco · a6 donna del nero · b6 pedone del nero · c6 alfiere del bianco · h6 pedone del nero · d5 torre del bianco · h5 pedone del bianco · e4 re del nero · f4 pedone del nero · h4 cavallo del bianco · c3 pedone del nero · h3 pedone del bianco · c2 pedone del bianco · e2 pedone del nero · f2 pedone del bianco · g1 torre del bianco | b7 cavallo del nero · g7 re del bianco · a6 donna del nero · b6 pedone del nero · c6 alfiere del bianco · h6 pedone del nero · d5 torre del bianco · h5 pedone del bianco · e4 re del nero · f4 pedone del nero · h4 cavallo del bianco · c3 pedone del nero · h3 pedone del bianco · c2 pedone del bianco · e2 pedone del nero · f2 pedone del bianco · g1 torre del bianco | b7 cavallo del nero · g7 re del bianco · a6 donna del nero · b6 pedone del nero · c6 alfiere del bianco · h6 pedone del nero · d5 torre del bianco · h5 pedone del bianco · e4 re del nero · f4 pedone del nero · h4 cavallo del bianco · c3 pedone del nero · h3 pedone del bianco · c2 pedone del bianco · e2 pedone del nero · f2 pedone del bianco · g1 torre del bianco | b7 cavallo del nero · g7 re del bianco · a6 donna del nero · b6 pedone del nero · c6 alfiere del bianco · h6 pedone del nero · d5 torre del bianco · h5 pedone del bianco · e4 re del nero · f4 pedone del nero · h4 cavallo del bianco · c3 pedone del nero · h3 pedone del bianco · c2 pedone del bianco · e2 pedone del nero · f2 pedone del bianco · g1 torre del bianco | b7 cavallo del nero · g7 re del bianco · a6 donna del nero · b6 pedone del nero · c6 alfiere del bianco · h6 pedone del nero · d5 torre del bianco · h5 pedone del bianco · e4 re del nero · f4 pedone del nero · h4 cavallo del bianco · c3 pedone del nero · h3 pedone del bianco · c2 pedone del bianco · e2 pedone del nero · f2 pedone del bianco · g1 torre del bianco | b7 cavallo del nero · g7 re del bianco · a6 donna del nero · b6 pedone del nero · c6 alfiere del bianco · h6 pedone del nero · d5 torre del bianco · h5 pedone del bianco · e4 re del nero · f4 pedone del nero · h4 cavallo del bianco · c3 pedone del nero · h3 pedone del bianco · c2 pedone del bianco · e2 pedone del nero · f2 pedone del bianco · g1 torre del bianco | b7 cavallo del nero · g7 re del bianco · a6 donna del nero · b6 pedone del nero · c6 alfiere del bianco · h6 pedone del nero · d5 torre del bianco · h5 pedone del bianco · e4 re del nero · f4 pedone del nero · h4 cavallo del bianco · c3 pedone del nero · h3 pedone del bianco · c2 pedone del bianco · e2 pedone del nero · f2 pedone del bianco · g1 torre del bianco | 5 |
| 4 | b7 cavallo del nero · g7 re del bianco · a6 donna del nero · b6 pedone del nero · c6 alfiere del bianco · h6 pedone del nero · d5 torre del bianco · h5 pedone del bianco · e4 re del nero · f4 pedone del nero · h4 cavallo del bianco · c3 pedone del nero · h3 pedone del bianco · c2 pedone del bianco · e2 pedone del nero · f2 pedone del bianco · g1 torre del bianco | b7 cavallo del nero · g7 re del bianco · a6 donna del nero · b6 pedone del nero · c6 alfiere del bianco · h6 pedone del nero · d5 torre del bianco · h5 pedone del bianco · e4 re del nero · f4 pedone del nero · h4 cavallo del bianco · c3 pedone del nero · h3 pedone del bianco · c2 pedone del bianco · e2 pedone del nero · f2 pedone del bianco · g1 torre del bianco | b7 cavallo del nero · g7 re del bianco · a6 donna del nero · b6 pedone del nero · c6 alfiere del bianco · h6 pedone del nero · d5 torre del bianco · h5 pedone del bianco · e4 re del nero · f4 pedone del nero · h4 cavallo del bianco · c3 pedone del nero · h3 pedone del bianco · c2 pedone del bianco · e2 pedone del nero · f2 pedone del bianco · g1 torre del bianco | b7 cavallo del nero · g7 re del bianco · a6 donna del nero · b6 pedone del nero · c6 alfiere del bianco · h6 pedone del nero · d5 torre del bianco · h5 pedone del bianco · e4 re del nero · f4 pedone del nero · h4 cavallo del bianco · c3 pedone del nero · h3 pedone del bianco · c2 pedone del bianco · e2 pedone del nero · f2 pedone del bianco · g1 torre del bianco | b7 cavallo del nero · g7 re del bianco · a6 donna del nero · b6 pedone del nero · c6 alfiere del bianco · h6 pedone del nero · d5 torre del bianco · h5 pedone del bianco · e4 re del nero · f4 pedone del nero · h4 cavallo del bianco · c3 pedone del nero · h3 pedone del bianco · c2 pedone del bianco · e2 pedone del nero · f2 pedone del bianco · g1 torre del bianco | b7 cavallo del nero · g7 re del bianco · a6 donna del nero · b6 pedone del nero · c6 alfiere del bianco · h6 pedone del nero · d5 torre del bianco · h5 pedone del bianco · e4 re del nero · f4 pedone del nero · h4 cavallo del bianco · c3 pedone del nero · h3 pedone del bianco · c2 pedone del bianco · e2 pedone del nero · f2 pedone del bianco · g1 torre del bianco | b7 cavallo del nero · g7 re del bianco · a6 donna del nero · b6 pedone del nero · c6 alfiere del bianco · h6 pedone del nero · d5 torre del bianco · h5 pedone del bianco · e4 re del nero · f4 pedone del nero · h4 cavallo del bianco · c3 pedone del nero · h3 pedone del bianco · c2 pedone del bianco · e2 pedone del nero · f2 pedone del bianco · g1 torre del bianco | b7 cavallo del nero · g7 re del bianco · a6 donna del nero · b6 pedone del nero · c6 alfiere del bianco · h6 pedone del nero · d5 torre del bianco · h5 pedone del bianco · e4 re del nero · f4 pedone del nero · h4 cavallo del bianco · c3 pedone del nero · h3 pedone del bianco · c2 pedone del bianco · e2 pedone del nero · f2 pedone del bianco · g1 torre del bianco | 4 |
| 3 | b7 cavallo del nero · g7 re del bianco · a6 donna del nero · b6 pedone del nero · c6 alfiere del bianco · h6 pedone del nero · d5 torre del bianco · h5 pedone del bianco · e4 re del nero · f4 pedone del nero · h4 cavallo del bianco · c3 pedone del nero · h3 pedone del bianco · c2 pedone del bianco · e2 pedone del nero · f2 pedone del bianco · g1 torre del bianco | b7 cavallo del nero · g7 re del bianco · a6 donna del nero · b6 pedone del nero · c6 alfiere del bianco · h6 pedone del nero · d5 torre del bianco · h5 pedone del bianco · e4 re del nero · f4 pedone del nero · h4 cavallo del bianco · c3 pedone del nero · h3 pedone del bianco · c2 pedone del bianco · e2 pedone del nero · f2 pedone del bianco · g1 torre del bianco | b7 cavallo del nero · g7 re del bianco · a6 donna del nero · b6 pedone del nero · c6 alfiere del bianco · h6 pedone del nero · d5 torre del bianco · h5 pedone del bianco · e4 re del nero · f4 pedone del nero · h4 cavallo del bianco · c3 pedone del nero · h3 pedone del bianco · c2 pedone del bianco · e2 pedone del nero · f2 pedone del bianco · g1 torre del bianco | b7 cavallo del nero · g7 re del bianco · a6 donna del nero · b6 pedone del nero · c6 alfiere del bianco · h6 pedone del nero · d5 torre del bianco · h5 pedone del bianco · e4 re del nero · f4 pedone del nero · h4 cavallo del bianco · c3 pedone del nero · h3 pedone del bianco · c2 pedone del bianco · e2 pedone del nero · f2 pedone del bianco · g1 torre del bianco | b7 cavallo del nero · g7 re del bianco · a6 donna del nero · b6 pedone del nero · c6 alfiere del bianco · h6 pedone del nero · d5 torre del bianco · h5 pedone del bianco · e4 re del nero · f4 pedone del nero · h4 cavallo del bianco · c3 pedone del nero · h3 pedone del bianco · c2 pedone del bianco · e2 pedone del nero · f2 pedone del bianco · g1 torre del bianco | b7 cavallo del nero · g7 re del bianco · a6 donna del nero · b6 pedone del nero · c6 alfiere del bianco · h6 pedone del nero · d5 torre del bianco · h5 pedone del bianco · e4 re del nero · f4 pedone del nero · h4 cavallo del bianco · c3 pedone del nero · h3 pedone del bianco · c2 pedone del bianco · e2 pedone del nero · f2 pedone del bianco · g1 torre del bianco | b7 cavallo del nero · g7 re del bianco · a6 donna del nero · b6 pedone del nero · c6 alfiere del bianco · h6 pedone del nero · d5 torre del bianco · h5 pedone del bianco · e4 re del nero · f4 pedone del nero · h4 cavallo del bianco · c3 pedone del nero · h3 pedone del bianco · c2 pedone del bianco · e2 pedone del nero · f2 pedone del bianco · g1 torre del bianco | b7 cavallo del nero · g7 re del bianco · a6 donna del nero · b6 pedone del nero · c6 alfiere del bianco · h6 pedone del nero · d5 torre del bianco · h5 pedone del bianco · e4 re del nero · f4 pedone del nero · h4 cavallo del bianco · c3 pedone del nero · h3 pedone del bianco · c2 pedone del bianco · e2 pedone del nero · f2 pedone del bianco · g1 torre del bianco | 3 |
| 2 | b7 cavallo del nero · g7 re del bianco · a6 donna del nero · b6 pedone del nero · c6 alfiere del bianco · h6 pedone del nero · d5 torre del bianco · h5 pedone del bianco · e4 re del nero · f4 pedone del nero · h4 cavallo del bianco · c3 pedone del nero · h3 pedone del bianco · c2 pedone del bianco · e2 pedone del nero · f2 pedone del bianco · g1 torre del bianco | b7 cavallo del nero · g7 re del bianco · a6 donna del nero · b6 pedone del nero · c6 alfiere del bianco · h6 pedone del nero · d5 torre del bianco · h5 pedone del bianco · e4 re del nero · f4 pedone del nero · h4 cavallo del bianco · c3 pedone del nero · h3 pedone del bianco · c2 pedone del bianco · e2 pedone del nero · f2 pedone del bianco · g1 torre del bianco | b7 cavallo del nero · g7 re del bianco · a6 donna del nero · b6 pedone del nero · c6 alfiere del bianco · h6 pedone del nero · d5 torre del bianco · h5 pedone del bianco · e4 re del nero · f4 pedone del nero · h4 cavallo del bianco · c3 pedone del nero · h3 pedone del bianco · c2 pedone del bianco · e2 pedone del nero · f2 pedone del bianco · g1 torre del bianco | b7 cavallo del nero · g7 re del bianco · a6 donna del nero · b6 pedone del nero · c6 alfiere del bianco · h6 pedone del nero · d5 torre del bianco · h5 pedone del bianco · e4 re del nero · f4 pedone del nero · h4 cavallo del bianco · c3 pedone del nero · h3 pedone del bianco · c2 pedone del bianco · e2 pedone del nero · f2 pedone del bianco · g1 torre del bianco | b7 cavallo del nero · g7 re del bianco · a6 donna del nero · b6 pedone del nero · c6 alfiere del bianco · h6 pedone del nero · d5 torre del bianco · h5 pedone del bianco · e4 re del nero · f4 pedone del nero · h4 cavallo del bianco · c3 pedone del nero · h3 pedone del bianco · c2 pedone del bianco · e2 pedone del nero · f2 pedone del bianco · g1 torre del bianco | b7 cavallo del nero · g7 re del bianco · a6 donna del nero · b6 pedone del nero · c6 alfiere del bianco · h6 pedone del nero · d5 torre del bianco · h5 pedone del bianco · e4 re del nero · f4 pedone del nero · h4 cavallo del bianco · c3 pedone del nero · h3 pedone del bianco · c2 pedone del bianco · e2 pedone del nero · f2 pedone del bianco · g1 torre del bianco | b7 cavallo del nero · g7 re del bianco · a6 donna del nero · b6 pedone del nero · c6 alfiere del bianco · h6 pedone del nero · d5 torre del bianco · h5 pedone del bianco · e4 re del nero · f4 pedone del nero · h4 cavallo del bianco · c3 pedone del nero · h3 pedone del bianco · c2 pedone del bianco · e2 pedone del nero · f2 pedone del bianco · g1 torre del bianco | b7 cavallo del nero · g7 re del bianco · a6 donna del nero · b6 pedone del nero · c6 alfiere del bianco · h6 pedone del nero · d5 torre del bianco · h5 pedone del bianco · e4 re del nero · f4 pedone del nero · h4 cavallo del bianco · c3 pedone del nero · h3 pedone del bianco · c2 pedone del bianco · e2 pedone del nero · f2 pedone del bianco · g1 torre del bianco | 2 |
| 1 | b7 cavallo del nero · g7 re del bianco · a6 donna del nero · b6 pedone del nero · c6 alfiere del bianco · h6 pedone del nero · d5 torre del bianco · h5 pedone del bianco · e4 re del nero · f4 pedone del nero · h4 cavallo del bianco · c3 pedone del nero · h3 pedone del bianco · c2 pedone del bianco · e2 pedone del nero · f2 pedone del bianco · g1 torre del bianco | b7 cavallo del nero · g7 re del bianco · a6 donna del nero · b6 pedone del nero · c6 alfiere del bianco · h6 pedone del nero · d5 torre del bianco · h5 pedone del bianco · e4 re del nero · f4 pedone del nero · h4 cavallo del bianco · c3 pedone del nero · h3 pedone del bianco · c2 pedone del bianco · e2 pedone del nero · f2 pedone del bianco · g1 torre del bianco | b7 cavallo del nero · g7 re del bianco · a6 donna del nero · b6 pedone del nero · c6 alfiere del bianco · h6 pedone del nero · d5 torre del bianco · h5 pedone del bianco · e4 re del nero · f4 pedone del nero · h4 cavallo del bianco · c3 pedone del nero · h3 pedone del bianco · c2 pedone del bianco · e2 pedone del nero · f2 pedone del bianco · g1 torre del bianco | b7 cavallo del nero · g7 re del bianco · a6 donna del nero · b6 pedone del nero · c6 alfiere del bianco · h6 pedone del nero · d5 torre del bianco · h5 pedone del bianco · e4 re del nero · f4 pedone del nero · h4 cavallo del bianco · c3 pedone del nero · h3 pedone del bianco · c2 pedone del bianco · e2 pedone del nero · f2 pedone del bianco · g1 torre del bianco | b7 cavallo del nero · g7 re del bianco · a6 donna del nero · b6 pedone del nero · c6 alfiere del bianco · h6 pedone del nero · d5 torre del bianco · h5 pedone del bianco · e4 re del nero · f4 pedone del nero · h4 cavallo del bianco · c3 pedone del nero · h3 pedone del bianco · c2 pedone del bianco · e2 pedone del nero · f2 pedone del bianco · g1 torre del bianco | b7 cavallo del nero · g7 re del bianco · a6 donna del nero · b6 pedone del nero · c6 alfiere del bianco · h6 pedone del nero · d5 torre del bianco · h5 pedone del bianco · e4 re del nero · f4 pedone del nero · h4 cavallo del bianco · c3 pedone del nero · h3 pedone del bianco · c2 pedone del bianco · e2 pedone del nero · f2 pedone del bianco · g1 torre del bianco | b7 cavallo del nero · g7 re del bianco · a6 donna del nero · b6 pedone del nero · c6 alfiere del bianco · h6 pedone del nero · d5 torre del bianco · h5 pedone del bianco · e4 re del nero · f4 pedone del nero · h4 cavallo del bianco · c3 pedone del nero · h3 pedone del bianco · c2 pedone del bianco · e2 pedone del nero · f2 pedone del bianco · g1 torre del bianco | b7 cavallo del nero · g7 re del bianco · a6 donna del nero · b6 pedone del nero · c6 alfiere del bianco · h6 pedone del nero · d5 torre del bianco · h5 pedone del bianco · e4 re del nero · f4 pedone del nero · h4 cavallo del bianco · c3 pedone del nero · h3 pedone del bianco · c2 pedone del bianco · e2 pedone del nero · f2 pedone del bianco · g1 torre del bianco | 1 |
|   | a | b | c | d | e | f | g | h |   |

Soluzione:
1. Tf1   una mossa paradossale, ma vincente

1... exf1=D 2. Cf3! (minaccia matto con la torre d5)

2... Rxf3 3. Td2#